# Вонджу
Вонджу́ (кор. 원주시, 原州市, Wonju-si) — місто в провінції Канвондо, Південна Корея. Розташоване приблизно в 140 кілометрах на схід від Сеулу. Під час Корейської війни місто було місцем жорстоких боїв. Зараз у Вонджу розташовані дві американські військові бази.

## Історія
В древній Корії територія, на котрій стоїть Вонджу, знаходилась в складі союзу племен Самхан (протодержава Махан), потім стала частиною держави Когурьо. В 469 році ван Чансу утворив тут уїзд Пхьонвон (Пхьонвонгун). В 940 році ваном Теджо уїзд був перейменовано у Вонджу. Був столицею провінції Канвондо до Чхунчхона. В 1955 році уїзд отримав статус міста (сі).

## Географія
Місто розташоване в центрі Корейського півострова на південному заході провінції Канвондо поблизу західних схилів гір Тхебек. Вонджу знаходиться в басейні двох рік: Сомган і Намханган. Ландшафт переважно рівнинний, з невеликими пагорбами. На території міста знаходиться національний парк Чіаксан.

### Клімат
Вонджу знаходиться у зоні, котра характеризується вологим континентальним кліматом зі спекотним літом. Найтепліший місяць — липень із середньою температурою 25 °C (77 °F). Найхолодніший місяць — січень, із середньою температурою -4.4 °С (24 °F).
| Клімат Вонджу           | Клімат Вонджу | Клімат Вонджу | Клімат Вонджу | Клімат Вонджу | Клімат Вонджу | Клімат Вонджу | Клімат Вонджу | Клімат Вонджу | Клімат Вонджу | Клімат Вонджу | Клімат Вонджу | Клімат Вонджу | Клімат Вонджу |
| Показник                | Січ.          | Лют.          | Бер.          | Квіт.         | Трав.         | Черв.         | Лип.          | Серп.         | Вер.          | Жовт.         | Лист.         | Груд.         | Рік           |
| Абсолютний максимум, °C | 17            | 20            | 22            | 30            | 32            | 35            | 41            | 37            | 37            | 30            | 22            | 17            | 41            |
| Середній максимум, °C   | 1             | 3             | 10            | 18            | 23            | 27            | 28            | 29            | 25            | 19            | 11            | 3             | 17            |
| Середня температура, °C | −4            | −1            | 4             | 11            | 17            | 21            | 25            | 25            | 20            | 12            | 5             | −1            | 11            |
| Середній мінімум, °C    | −10           | −7            | −1            | 4             | 10            | 16            | 20            | 20            | 14            | 6             | 0             | −7            | 5             |
| Абсолютний мінімум, °C  | −28           | −22           | −15           | −6            | 2             | 6             | 2             | 11            | 0             | −7            | −12           | −25           | −28           |
| Днів з дощем            | 4             | 6             | 10            | 11            | 11            | 13            | 19            | 17            | 12            | 9             | 11            | 7             | 130           |
| Днів зі снігом          | 11            | 8             | 4             | 0             | 0             | 0             | 0             | 0             | 0             | 0             | 2             | 8             | 33            |
| ----------------------- | ------------- | ------------- | ------------- | ------------- | ------------- | ------------- | ------------- | ------------- | ------------- | ------------- | ------------- | ------------- | ------------- |
| Джерело: Weatherbase    |               |               |               |               |               |               |               |               |               |               |               |               |               |

## Адміністративний поділ
Вонджу адміністративно ділиться на 1 іп, 8 мьонів і 16 тон (дон):
| Назва             | Хангиль    | Площа, км² | Населення, чол | Внутрішній поділ |
| ----------------- | ---------- | ---------- | -------------- | ---------------- |
| Мунмагип          | 문막읍     | 104,3      | 18 943         | 10 рі            |
| Квіремьон         | 귀래면     | 71,45      | 2 188          | 5 рі             |
| Пуронмьон         | 부론면     | 82,68      | 2 824          | 6 рі             |
| Пхабумьон         | 판부면     | 67,75      | 5 479          | 3 рі             |
| Сілліммьон        | 신림면     | 127,46     | 4 045          | 7 ри             |
| Сочхомьон         | 소초면     | 103,07     | 10 569         | 8 рі             |
| Ходжомьон         | 호저면     | 76,75      | 4 826          | 10 рі            |
| Хинопмьон         | 흥업면     | 59,6       | 6 598          | 4 рі             |
| Чіджонмьон        | 지정면     | 89,74      | 3 659          | 7 рі             |
| Воніндон          | 원인동     | 0,48       | 7 822          |                  |
| Ільсандон         | 일산동     | 0,80       | 9 191          |                  |
| Кеундон           | 개운동     | 1,05       | 12 760         |                  |
| Мьоннюн-ідон      | 명륜2동    | 0,87       | 19 821         |                  |
| Мьоннюн-ільдон    | 명륜1동    | 0,92       | 11 902         |                  |
| Мусільдон         | 무실동     | 9,07       | 20 158         |                  |
| Пангокквансольдон | 반곡관설동 | 21         | 16 291         |                  |
| Понсандон         | 봉산동     | 7,26       | 11 728         |                  |
| Тангедон          | 단계동     | 3,68       | 25 281         |                  |
| Тангудон          | 단구동     | 3,91       | 46 257         |                  |
| Тхеджан-ідон      | 태장2동    | 8,98       | 27 102         |                  |
| Тхеджан-ільдон    | 태장1동    | 3,04       | 11 016         |                  |
| Усандон           | 우산동     | 7,39       | 10 232         |                  |
| Хаксондон         | 학성동     | 0,73       | 6 864          |                  |
| Хенгудон          | 행구동     | 13,44      | 6 053          |                  |
| Чунандон          | 중앙동     | 0,99       | 6 766          |                  |

## Економіка
Основу економіки міста складає Легка промисловість і туризм.

## Освіта
Вища освіта в Вонджу представлено декількома навчальними закладами, серед яких:
- Національний коледж Вонджу[4]
- Коледж Санджой Юнсо[5]
- Університет Халла[6]
- Університет Санджой[7]
- Філія сеульського університету Енсе[8]

## Туризм і пам'ятки
Основна визначна пам'ятка міста — національний парк Чіаксан, який є зараз одним з центрів гірського туризму в країні.
Також в околицях міста розташовано багато пам'яток старовини, серед яких кріпосна стіна Йонвон, храми Хинбопса і Кодонса, стара столиця провінції Канвондо. Працює музей і культурний центр Чіакі.
У жовтні кожного року у Вонджу проходить фестиваль спортивної ходьби, під час якого проводяться змагання на дистанціях 5, 10, 20, 30 і 50 кілометрів.
Вонджу відомий як батьківщина корейського традиційного паперу ханджі.

## Символи
Як й інші міста Південної Кореї, Вонджу має ряд символів:
- Птах: фазан — символізує мудрість і благородство.
- Квітка: троянда — символізує терпіння, мудрість і сміливість.
- Дерево: гінкго — символізує гармонію і безперервний прогрес.
- Маскот: фазан Кквундорі — символізує головні цінності міста: високий рівень життя і єднання громадян.

## Міста-побратими
Міста-побратими Вонджу:
- США, Роанок, штат Вірджинія — з 1965;
- Канада, Едмонтон, провінція Альберта — з 1998;
- КНР, Яньтай, провінція Шаньдун — з 2000;
- КНР, Хефей, провінція Аньхой — з 2002;
- Японія, Ітікава, префектура Тиба — з 2005.